# Ivan Okhlobystine
Ivan Ivanovitch Okhlobystine (en russe : Иван Иванович Охлобыстин) est un acteur, scénariste et réalisateur russe né le 22 juillet 1966 à Polenovo dans l'oblast de Toula (alors en RSFSR). Okhlobystine est aussi prêtre orthodoxe.

## Biographie
Ivan Okhlobystine naît le 22 juillet 1966 à la maison de repos et de rééducation Polenovo (dans la région de Toula), où son père, Ivan Ivanovitch Okhlobystin qui à cette époque est âgé de 62 ans, travaille comme médecin en chef. La mère d'Ivan, Albina Stavitskaïa alors âgée de 19 ans est étudiante, elle sera plus tard ingénieur-économiste.
Pendant un certain temps la famille vit à Maloïaroslavets, puis s'installe à Moscou. Ivan Okhlobystine fait ses études à l'Institut national de la cinématographie (VGIK). Avant la fin de ses études il est appelé effectuer son service militaire obligatoire, il sert dans l'unité des Forces des fusées stratégiques à Rostov-sur-le-Don. Il reprend ses études à VGIK dans la classe d'Igor Talankine et en sortira diplômé en 1992.
Il connait un premier succès en 1991, avec le rôle principal dans l'unique long métrage de Nikita Tiagounov (ru), La Jambe, un drame où Okhlobystine joue un vétéran de la guerre d'Afghanistan poursuivi par son passé. Par superstition, il préfère apparaitre dans les titres du film sous le nom d'Ivan Tchoujoï. Il sera récompensé pour ce rôle par le prix du meilleur acteur au festival Molodost-1991.
En 1992, il signe son premier long métrage en tant que réalisateur avec Arbitre, un thriller policier où il joue un jeune inspecteur et donne la réplique à Rolan Bykov qui incarne son collègue.
Okhlobystine est ordonné prêtre en 2001 et abandonne sa carrière d'acteur. Il revient au cinéma en 2007, à la suite d'une autorisation du patriarche Alexis II, pour jouer le rôle de Raspoutine. Son rôle dans le film Tsar de Pavel Lounguine est controversé au sein de l'Église orthodoxe, car il y joue le rôle d'une personne amorale. Il demande une suspension de son statut de prêtre au nouveau patriarche Cyrille en 2010 et l'obtient.
Okhlobystine devient célèbre en jouant le rôle de médecin Andreï Bykov dans la sitcom Internes (Интерны) qui se déroule dans un hôpital.
En septembre 2011, Okhlobystine annonce son intention de se présenter à l'élection présidentielle de 2012,. Cette annonce provoque des remous au sein de l'Église orthodoxe, car un prêtre ne peut se présenter à un poste politique. Il présente son programme politique lors d'un spectacle au stade Loujniki. Il n'est toutefois pas enregistré officiellement comme candidat et n'apparait pas sur les bulletins de vote.
Il crée une polémique en évoquant l'idée de faire brûler vifs les homosexuels,.
Okhlobystine est marié depuis 1995 à l'actrice russe Oksana Arbouzova avec qui il a six enfants.[réf. nécessaire]

## Famille
Père - Ivan Ivanovitch Okhlobystin, médecin militaire, vétéran de la Grande Guerre patriotique. Mère - Albina Ivanovna Ohlobystina (née Stavitskaïa), ingénieur-économiste, elle se marie plus tard avec Anatolie Stavitski, dans ce mariage nait le frère d'Ivan, Stanislav Stavitski.

## Acteur
cinéma
- 1991 : La Jambe (Нога) de Nikita Tiagounov (ru) : Valery Martynov
- 1992 : L'Arbitre (Арбитр) : Andreï, lieutenant de milice
- 1995 : La Folie de Gisèle d'Alekseï Outchitel
- 1997 : Trois Histoires de Kira Mouratova
- 1998 : Qui, sinon nous (Кто, если не мы, Kto, esli ne my) de Valery Priomykhov : pathologiste
- 1998 : Ne sois pas triste, maman (Мама не горюй) de Maksim Pezhemsky (en) : Makar
- 2000 : DMB (en) (ДМБ) de Roman Katchanov Jr. : agent de contre-espionnage
- 2001 : Down House (Даун Хаус) de Roman Katchanov Jr. : Parfène Rogojine
- 2007 : Complot (Заговор) de Stanislav Libine : Grigori Raspoutine
- 2009 : Tsar (Царь) de Pavel Lounguine : bouffon
- 2011 : Génération P de Viktor Guinzbourg : Maliouta
- 2019 : Gosse de riche (Холоп) de Klim Chipenko

télévision
- depuis 2010 : Interny (Интерны) (série télévisée) : Andreï Bytchkov, thérapeute

## Doublage
- 2011 : Rango, voix de Rattlesnake Jake dans la version russe
- 2012 : La Reine des neiges, voix de Orm
- 2012 : L'Âge de glace 4 : La Dérive des continents, voix de capitaine Gutt

## Scénariste
- 1992 : L'Arbitre (Арбитр)
- 2000 : DMB (en) (ДМБ) de Roman Katchanov Jr.
- 2001 : Down House (Даун Хаус)
- 2007 : Paragraphe 78 (Параграф 78) de Mikhaïl Khleborodov (ru)

## Réalisateur
- 1992 : L'Arbitre (Арбитр)